# Mohammed Shahabuddin Chuppu
Mohammed Shahabuddin (în bengaleză মোহাম্মদ সাহাবুদ্দিন, transliterat Môhammod Shahabuddin n. 10 decembrie 1949, Pabna District⁠(d), Pakistanul de Est, Pakistan) este un jurist, jurnalist, funcționar public și politician din Bangladesh, care ocupă funcția de al 16-lea și actual președinte al țării din 2023. A fost ales fără opoziție în alegerile prezidențiale din 2023, fiind nominalizat de partidul de guvernământ Awami League. Înainte de a deveni președinte, Shahabuddin a fost judecător de district și de sesiuni, precum și comisar al Comisiei Anticorupție între 2011 și 2016.

## Biografie
Mohammed Shahabuddin s-a născut pe 10 decembrie 1949 în zona Jubilee Tank din Shivrampur, situată în Sadar Upazila, districtul Pabna, în fostul Pakistan de Est, Dominionul Pakistanului (astăzi Bangladesh). Părinții săi au fost Sharfuddin Ansari și Khairunnessa.
Mohammed Shahabuddin a urmat cursurile Purbatan Gandhi School din Pabna, iar ulterior a fost admis la Radhanagar Majumdar Academy în clasa a patra, unde a absolvit examenul SSC în 1966. A obținut diploma HSC și cea de licență de la Govt. Edward College din Pabna, în 1968 și 1972, respectiv. Ulterior, și-a continuat studiile obținând un master în psihologie de la Universitatea Rajshahi în 1974, iar în 1975, a absolvit LLB la Shahid Aminuddin Law College.

## Carieră
În anii 1960 și începutul anilor 1970, Mohammed Shahabuddin a fost un lider studențesc al partidului Awami League. A ocupat funcția de secretar general al unității Chhatra League de la Pabna Edward College și a fost președintele Chhatra League și Jubo League din districtul Pabna.
A fost coordonatorul districtului Pabna al Shadhin Bangla Chhatra Shongram Parishad și a participat la Războiul de Independență ca luptător pentru libertate. După război, Shahabuddin a fost secretar adjunct al Bangladesh Krishak Sramik Awami League (BAKSAL) la nivel districtual și secretar de promovare al unității districtuale Awami League. După asasinarea lui Sheikh Mujibur Rahman în 1975, Shahabuddin a fost închis timp de trei ani.
În 1982, Mohammed Shahabuddin s-a alăturat Serviciului Civil din Bangladesh (BCS) ca Munsef (Judecător Asistent) în cadrul magistraturii judiciare. Pe parcursul carierei sale, a fost promovat până la poziția de Judecător de District și de Sesiuni, cea mai înaltă funcție din Serviciul Judiciar al Bangladeshului. În 1995 și 1996, a fost ales secretar general al Asociației Serviciului Judiciar.
Mohammed Shahabuddin a fost numit de Ministerul Legii, Justiției și Afacerilor Parlamentare ca coordonator în procesul intentat pentru judecarea asasinilor lui Sheikh Mujibur Rahman. În 2022, a ocupat funcția de Comisar Electoral în cadrul Consiliului Național al Bangladesh Awami League.
În februarie 2023, după ce a fost ales președinte al Bangladeshului, Mohammed Shahabuddin a demisionat din Consiliul de Administrație al Islami Bank Bangladesh Limited, poziție pe care o ocupa din 2017.

## Președinția

### Alegeri
Mohammed Shahabuddin a fost nominalizat de Partidul Parlamentar Awami League drept candidat la funcția de președinte al Bangladeshului. Pe 12 februarie 2023, și-a depus oficial candidatura la Comisia Electorală, prezentând cererea Comisarului Șef pentru Alegeri și Oficialului pentru Alegerile Prezidențiale. A fost singurul candidat care a făcut acest lucru. Ulterior, Shahabuddin a avut o întâlnire privată cu prim-ministrul Sheikh Hasina la Ganabhaban. Nominalizarea sa a fost primită favorabil de Partidul Jatiya, în timp ce Partidul Naționalist din Bangladesh și-a exprimat dezinteresul. Pe 13 februarie 2023, Shahabuddin a fost oficial ales drept al 22-lea președinte al Bangladeshului, fiind necontestat în alegeri. Rezultatul a fost anunțat de Comisarul Șef pentru Alegeri, Kazi Habibul Awal.

### Învestirea
Mohammed Shahabuddin a depus jurământul ca al 22-lea președinte al Bangladeshului în cadrul unei ceremonii oficiale la Bangabhaban, pe 24 aprilie 2023. Jurământul a fost administrat de Shirin Sharmin Chaudhury, președinta Jatiya Sangsad. La eveniment au participat prim-ministrul Sheikh Hasina, Judecătorul Șef Hasan Foez Siddique, Sheikh Rehana, membri ai cabinetului și alți invitați oficiali.
După ceremonia de depunere a jurământului, Shahabuddin și Mohammad Abdul Hamid, președintele anterior, și-au schimbat oficial locurile, ca parte a transferului oficial de putere. Shahabuddin și Shirin Sharmin Chaudhury au semnat documentele de jurământ pentru funcția prezidențială.

### Mandatul prezidențial

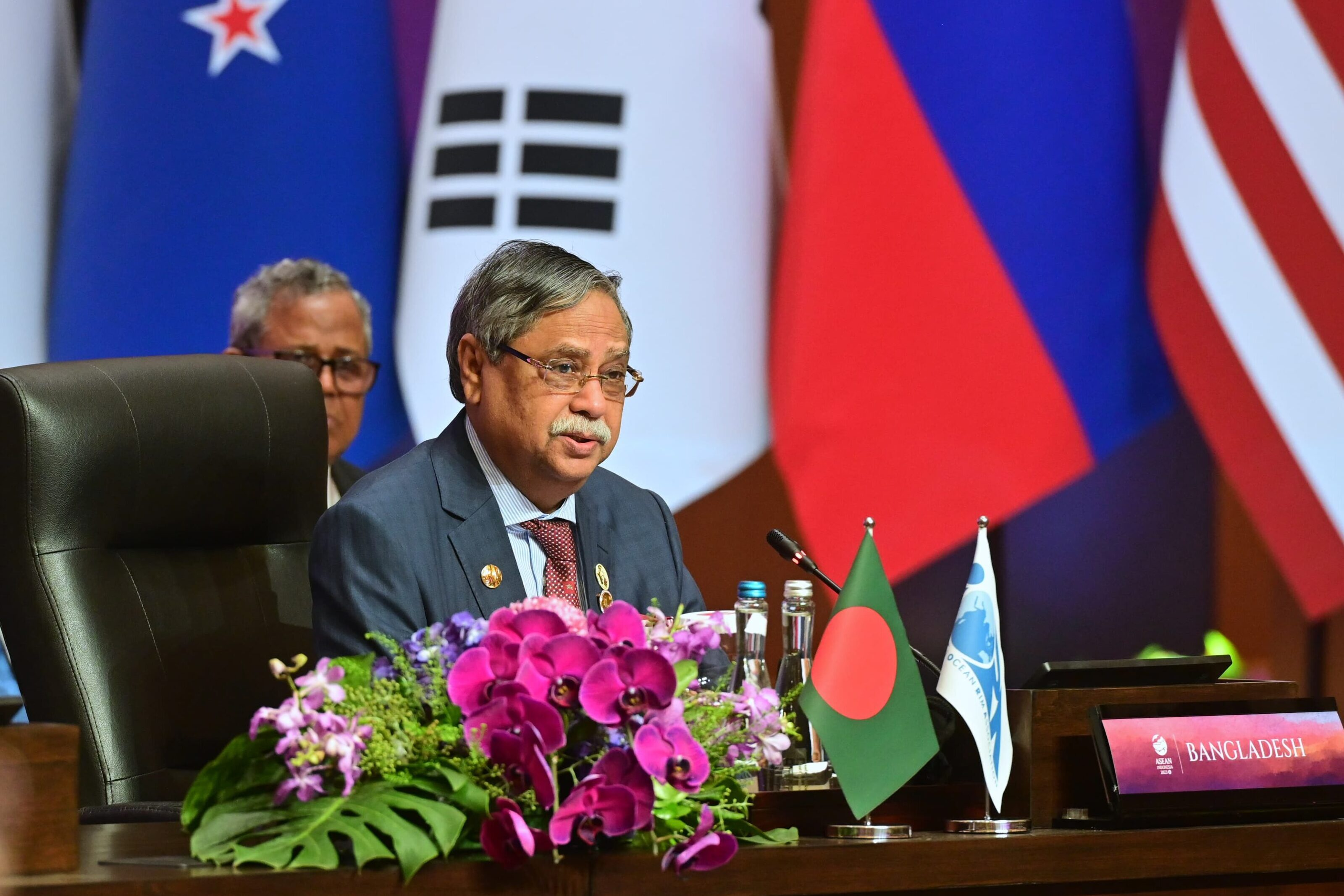
În 2023, președintele Mohammed Shahabuddin a ținut un discurs în cadrul Summitului Est-Asiatic (EAS), la a 18-a ediție a evenimentului.

În decembrie 2023, Shahabuddin a respins Legea muncii 2023, care fusese adoptată de Parlament, trimițând-o înapoi pentru reexaminare.

### Demisia lui Sheikh Hasina
La 5 august 2024, șeful Statului Major al Armatei, generalul Waker-uz-Zaman, a anunțat demisia prim-ministrului Sheikh Hasina în urma Mișcării de necooperare din 2024. Președintele Shahabuddin s-a adresat națiunii în aceeași zi, 5 august 2024, și a declarat că Hasina a demisionat. Totuși, ulterior, el a afirmat că „a auzit că Sheikh Hasina a demisionat din funcția de prim-ministru, dar nu avea nicio dovadă documentară care să susțină acest lucru”. A inițiat imediat consultări cu lideri politici din întreaga țară pentru a discuta formarea unui guvern interimar. De asemenea, a dizolvat parlamentul și a ordonat eliberarea fostului prim-ministru Khaleda Zia din arest la domiciliu. La 6 august, Shahabuddin, în calitate de comandant suprem al Forțelor Armate din Bangladesh, a dispus o remaniere majoră în cadrul armatei, care a inclus retrogradarea sau eliberarea din funcție a mai multor ofițeri apropiați de Liga Awami, printre care și generalul-maior Ziaul Ahsan. Nasimul Gani a fost numit secretar al Departamentului Public din cadrul Cancelariei Prezidențiale.
Pe 8 august, Shahabuddin l-a învestit pe laureatul Premiului Nobel, Muhammad Yunus, în funcția de Consilier-Șef, împreună cu membrii guvernului său interimar, la Bangabhaban.
Pe 10 august, după demisia judecătorului șef Obaidul Hassan, președintele Shahabuddin l-a numit pe Syed Refaat Ahmed în funcția de judecător șef.
Din noiembrie 1972, Shahabuddin este căsătorit cu Rebecca Sultana, fost secretar adjunct în guvernul Bangladeshului. Aceasta a fost cadru didactic la Universitatea Primeasia și președinta fondatoare a organizației Friends for Children. Împreună au un fiu, Arshad Adnan, care a produs mai multe filme.